# تشارلز كورتيس
تشارلز كورتيس (بالإنجليزية: Charles Curtis)‏ (ولد 25 يناير 1860 - توفي 8 فبراير 1936) هو محامي وسياسي أمريكي، انتخب لمنصب نائب الرئيس الحادي والثلاثين للولايات المتحدة (1929-1933) في عهد الرئيس هربرت هوفر.
تم تعيينه نائبا عن ولاية كانساس وأعيد انتخابه عدة مرات في مجلس الشيوخ عن الولاية، وتم اختياره كزعيم أغلبية في مجلس الشيوخ من قبل زملائه الجمهوريين. ولد كورتيس ولد في إقليم كانساس وكانت أمه من قبيلة كاو الهندية، وهو أول شخص يصل إلى المناصب العليا في حكومة الولايات المتحدة يحمل أصلا من السكان الأصليين وكما أنه أول شخص له أصول غير أوروبية. وكان أيضا المسؤول التنفيذي الوحيد الذي يولد في إقليم بدلا من ولاية.
كان كورتيس محاميا ودخل الحياة السياسية في سن الثانية الثلاثين. وفاز بعدة فترات ليمثل منطقته في توبيكا عاصمة كانساس، حيث بدأ من عام 1892 كجمهوري في مجلس النواب الأمريكي. تم انتخابه أول مرة إلى مجلس الشيوخ الأمريكي من قبل الهيئة التشريعية في كانساس في عام 1906، ثم من خلال التصويت الشعبي في أعوام 1914 و 1920 و 1926. خدم كورتيس لست سنوات من عام 1907 إلى 1913، ثم في ثلاث فترات بين عامي 1915 إلى 1929 (حتى انتخابه نائبا للرئيس). ساعدته شعبيته وعلاقاته في كانساس على جعله قائدا قويا في مجلس الشيوخ؛ وحشد الدعم ليتم انتخابه في كزعيم للأقلية في المجلس من عام 1915 إلى 1925 ثم كزعيم للأغلبية من عام 1925 إلى 1929. كان له دور فعال في هذه المناصب في إدارة التشريعات وتحقيق الأهداف الوطنية للجمهوريين.
ترشح كورتيس لمنصب نائب الرئيس خلف هربرت هوفر في عام 1928. وحقق الاثنان فوزا ساحقا. إلا أنهما فشلا عندما ترشحا مرة أخرى في عام 1932، لأن هوفر فشل في تخفيف وطأة الكساد الكبير، وانتخب الجمهور المرشحين الديمقراطيين فرانكلين روزفلت وجون نانس غارنر.

## النشأة والتعليم
ولد في 25 يناير 1860 في شمال توبيكا، إقليم كانساس، قبل عام من قبول كانساس كولاية، كان أصل تشارلز كورتيس ثلاثة أثمان أمريكي أصلي وخمسة أثمان من أصل أمريكي أوروبي. كانت والدته، إلين بابين (يمكن تهجئتها بابان أيضًا)، كانت من أصل كاو، واوساج، وبوتاواتومي فرنسي. كان والده، أورين كورتيس، من أصول إنجليزية واسكتلندية وويلزية. من جانب والدته، كان كورتيس من نسل الزعيم الأبيض بلوم من أمة كاو والزعيم بوهوسكا من أوسيدج.
كانت أولى كلمات كورتيس عندما كان رضيعًا باللغتين الفرنسية والكانسا، وهما اللغتان اللتان تعلمهما من والدته. توفيت في عام 1863، عندما كان يبلغ من العمر 3 سنوات، لكنه عاش لبعض الوقت بعد ذلك مع أجداده من ناحية أمه في محمية كاو وعاد إليهما في سنوات لاحقة. تعلم حب خيول السباق وأصبح فيما بعد فارسًا ناجحًا للغاية في سباقات خيول البراري.
بعد وفاة والدة كورتيس في عام 1863، تزوج والده مرة أخرى ولكن سرعان ما طلق. خلال خدمته في الحرب الأهلية، قُبض على أورين كيرتس وسُجن. خلال تلك الفترة، اعتُني بالطفل الصغير تشارلز من قبل أجداده من ناحية الأم. كما ساعدوه لاحقًا في حيازة أرض والدته في شمال توبيكا. تحت نظام كو الأمومي، ورثها منها. حاول والده دون جدوى السيطرة على تلك الأرض. تزوج أورين كورتيس للمرة الثالثة وأنجب ابنة سماها تيريزا بيرميليا «دوللي» كورتيس، ولدت عام 1866، بعد نهاية الحرب.
في 1 يونيو 1868، غزا 100 من محاربي شايان محمية كاو. رسم رجال كاو على وجوههم وارتدوا زيهم الكامل وركبوا الخيل لمواجهة شايان. قدم المحاربون الهنود المتنافسون عرضًا رائعًا للفروسية، مصحوبًا بصرخات الحرب وابل من الرصاص والسهام. لجأ المستوطنون البيض المرعوبون إلى كونسول غروف المجاورة. بعد حوالي أربع ساعات، تراجع الشايان مع عدد قليل من الخيول المسروقة وعرضوا السلام مقابل القهوة والسكر من تجار مجلس غروف. لم يصب أحد من الجانبين. خلال المعركة، اندفع جو جيم، مترجم كاو، مسافة 60 ميلًا (97 كم) إلى توبيكا لطلب المساعدة من الحاكم. كان تشارلز كورتيس البالغ من العمر ثماني سنوات يركب مع جيم، ثم أطلق عليه لقب «تشارلي الهندي».
أعاد كورتيس التسجيل في أمة كاو، التي أزيلت من كانساس إلى الأراضي الهندية عندما كان في سن المراهقة. تأثر كورتيس بشدة بمجموعتي الأجداد.  بعد أن عاش في المحمية مع أجداده من ناحية والدته، إم بابين وجولي غونفيل، عاد إلى مدينة توبيكا. هناك، عاش مع أجداده من ناحية الأب أثناء التحاقه بمدرسة توبيكا الثانوية. شجعته جدتاه على إكمال تعليمه.
درس كورتيس القانون في شركة قائمة، حيث عمل بدوام جزئي. قُبل في نقابة المحامين عام 1881 وبدأ ممارسته في توبيكا. شغل منصب محامي الادعاء في مقاطعة شوني، كانساس، من 1885 إلى 1889.

## الزواج والعائلة
في 27 نوفمبر 1884، تزوج كورتيس من آني إليزابيث بيرد (1860-1924). أنجبا ثلاثة أطفال: بيرميليا جانيت كورتيس (1886-1955) وهنري «هاري» كينغ كورتيس (1890-1946) وليونا فيرجينيا كورتيس (1892-1965). كما وفر هو وزوجته منزلًا في توبيكا لأخته دوللي كورتيس قبل زواجها. توفيت زوجته عام 1924.
كان أرملًا عندما انتُخب نائبًا للرئيس في عام 1928، وكانت أخت كورتيس، التي تزوجت منذ فترة طويلة، دوللي كيرتس جان (مارس 1866 – 30 يناير 1953)، تعمل كمضيفة رسمية للمناسبات الاجتماعية. عاشت مع زوجها، إدوارد إيفريت غان، في واشنطن العاصمة منذ عام 1903. كان محاميًا ومساعد المدعي العام في الحكومة. انسجامًا مع البروتوكول الاجتماعي، أصرت دوللي جان في عام 1929 على معاملتها رسميًا باعتبارها ثاني امرأة في الحكومة في الوظائف الاجتماعية. صوت السلك الدبلوماسي لتغيير بروتوكول وزارة الخارجية للاعتراف بذلك عندما كان شقيقها في المنصب.
حتى الآن، كورتيس هو آخر نائب رئيس لم يتزوج طوال فترة وجوده في المنصب. تولى ألبين دبليو باركلي، الذي شغل منصب نائب الرئيس من عام 1949 إلى عام 1953، منصبه كأرمل لكنه تزوج مرة أخرى أثناء وجوده في المنصب.

## روابط خارجية
- تشارلز كورتيس على موقع أوليمبيديا (الإنجليزية)